# Agorophius
Agorophius — вимерлий рід зубастих китів, який жив протягом олігоценового періоду, приблизно 32 мільйони років тому, у водах сучасної Південної Кароліни.

## Таксономія
Голотип Agorophius pygmaeus, MCZ 8761, вперше згадується в доповіді Майкла Туомі про геологію Південної Кароліни 1848 року. У 1849 році Йоганнес Петер Мюллер описав його як Zeuglodon pygmaeus. Луї Агасіс придумав назву Phocodon holmesii для того самого зразка, класифікуючи його як зубатого кита. Пізніші автори вважали Zeuglodon pygmaeus видом Дорудона або Сквалодона, а в 1895 році Едвард Дрінкер Коуп врешті визнав його як окремий рід, який він назвав Agorophius.